# Hey my friend
『Hey my friend』（ヘイ マイ フレンド）は、川瀬智子の「Tommy heavenly⁶」名義での2枚目のシングル。2004年5月26日にデフスターレコーズから発売された。

## 解説
- 「Tommy heavenly⁶」名義での作品としては前作より約10ヶ月ぶりとなった。
- 表題曲は映画『下妻物語』の主題歌。カップリング曲も同映画のオープニング曲となっている。
- 発売当時はCCCDでのリリースとなった。初回盤はデジパック仕様で、通常盤とはジャケットが異なっている。

## 収録曲
1. Hey my friend
作詞：Tommy heavenly6／作曲・編曲：Mark and John
東宝配給映画『下妻物語』エンディング主題歌
2. Roller coaster ride→
作詞：Tommy heavenly6／作曲・編曲：Mark and John
東宝配給映画『下妻物語』オープニング主題歌
3. Hey my friend (Original Instrumental)

## 収録アルバム
- 『Tommy heavenly6』（#1）
- 『Gothic Melting Ice Cream's Darkness “Nightmare”』（#1,2）